# Driftdon

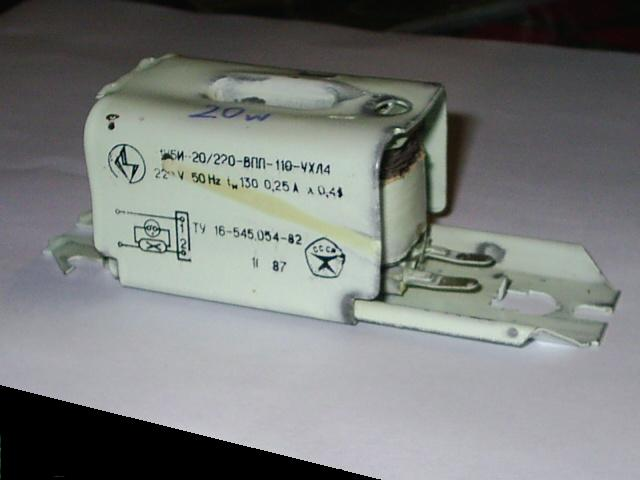
Sovjetiskt driftdon

Ett driftdon är en anordning som ska begränsa strömtillförseln i en elektrisk ledning.
Driftdon kan variera i komplexitet. De kan vara så enkla som en serieresistor som brukar användas i neonlampor eller lysdioder. I installationer med högre strömstyrkor skulle för mycket energi förloras i en resistor så de alternativ som används beror på reaktansen hos antingen spolarna, kondensatorerna eller båda. De kan också vara så komplexa som de datoriserade fjärrstyrda elektroniska driftdon som används i lysrörsarmaturer.

## Begränsning av strömtillförseln
Driftdon används där lasten inte reglerar sin egen ström tillräckligt väl. Om en sådan apparat var kopplat till en konstant strömtillförsel skulle den dra mer och mer ström tills den blev förstörd eller fick strömtillförseln att sluta fungera. För att förhindra detta ger driftdonen en positiv elektrisk resistans eller reaktansresistans som begränsar strömtillförseln till en lagom nivå. På så vis ger driftdonet en stabil drift av apparater med negativ resistans genom att fungera som en stabil resistor.
Exempel på anordningar med negativ resistans är gasurladdningslampor.
Driftdon kan också användas genom att bara medvetet reducera strömmen i en vanlig ledning med positiv resistans.
Innan man började använda halvledare i tändningen till bilar brukade tändsystem innehålla ett resistordriftdon för att reglera strömstyrkan i tändsystemet.
Även om lysdioder har positiv resistans så har de inte tillräcklig resistans för att reglera strömförbrukningen när de drivs av en spänningsstyrd källa, så driftdon används för att kontrollera strömflödet genom dioden. Då energiförlusten är minimal brukar enkla resistordriftdon vanligen användas.

## Elektronisk

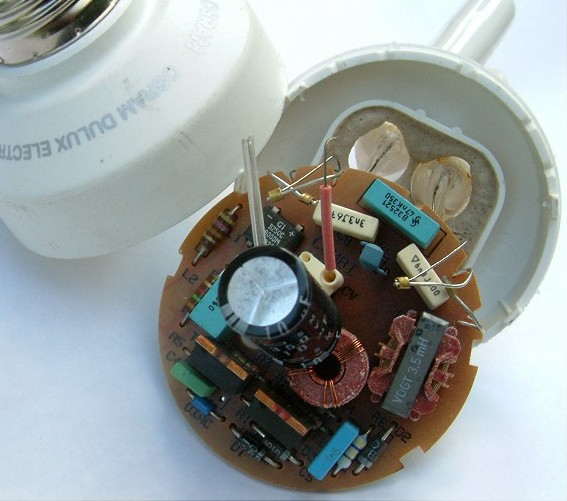
Elektronisk ballast i en lysrörslampa (CFL)

En elektronisk lampballast använder elektroniska halvledarkomponenter för att skapa korrekt elektrisk start- och driftsförhållande för att driva en eller flera fluorescenslampor och nyligen högintensitets urladdningslampor (HID).